# 姬百合學徒隊

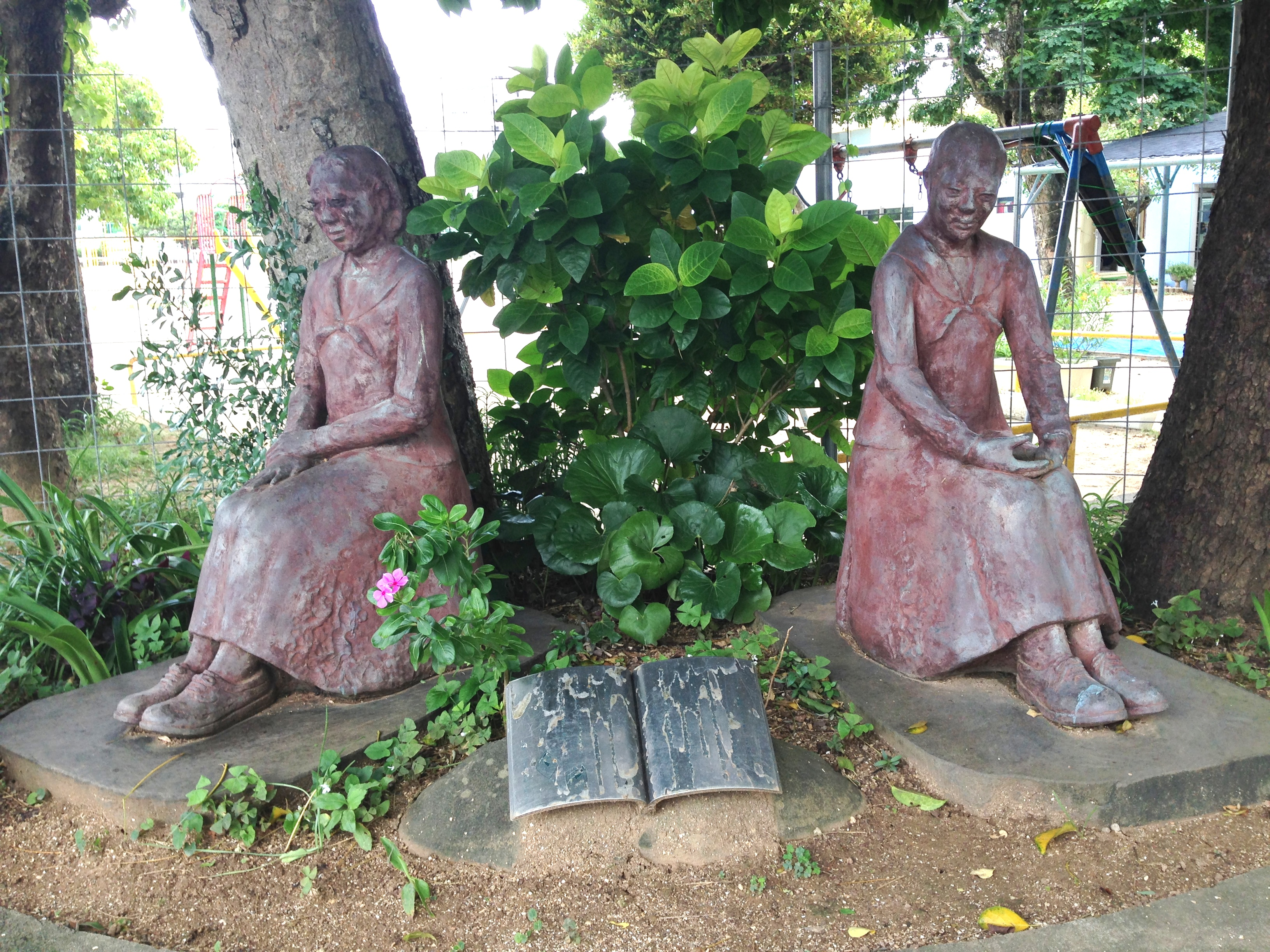
在那霸市大道小學旁設立的紀念雕像

姬百合學徒隊（日语：ひめゆり学徒隊）為，1944年12月於日本沖繩縣以照顧日本軍為主要目的、受到看護訓練組織而成的女子學徒隊之中，由沖繩師範學校女子部和沖繩縣立第一高等女學校的教師、學生構成團隊的名稱。一般也被稱為「姬百合部隊（ひめゆり部隊）」。

## 历史
成為選出學徒隊的基底的沖繩縣女子師範學校（女師／於1943年4月因為師範學校教育令的改正而改組為沖繩師範學校女子部）和沖繩縣立第一高等女學校（一高女）由於設立當時沖譝縣的財政事務而被同時設立，校長及一部分的教師為兼職的。因此雖然校名不同，實質上接近為同一所學校。
名稱的「姬百合」並非花的「姬百合」，而是將沖繩縣立第一高等女學校（一高女）的學校廣報誌的名稱「乙姬」及沖繩縣女子師範學校女子部的學校廣報誌的名稱「白百合」合併而產生了「姬百合」的名稱。
美軍於沖繩島戰役登陸的前夕1945年3月23日，兩校的女學生222人和領隊的教師18名共240人所成的學徒隊被調動為沖繩陸軍醫院的看護人員。在即將戰敗的6月18日突然被發出解散命令，從翌日6月19日開始大約一週間出現了多數的犧牲者（實際上死者中有80%都集中於這段期間）。最後教師、學生240人之中有136人死亡。其中有14人是在荒崎海岸「集體自決」（關於自決是否為強制性的存有爭議。請參考該條目），此事件也屬於沖繩島戰役中的集體自殺的事件其中之一。
戰後，於出現最多犧牲的伊原第三外科壕跡建立了當作慰霊塔的「姬百合之塔」。其意義為奉獻出姬百合學徒隊祈求和平。
此外，在其用地的入口附近的建的「姬百合之塔記事」上寫著動員數為297名，「合祀戰死者」有224名。另一方面，姬百合和平祈念資料館所出版的資料中則記載「姬百合學徒隊」的動員數為240名，其中戰死者有136名（於此之外的戰死者有90名，合計戰死者226名）。會產生這個差異是因為「姬百合之塔記事」把學徒隊以外的戰死者也包含進來了。而且，之前也有段時間認為戰死者的合計為219名，不過這是因為其不包含在2003年7月的調查中查出的7名戰死者。此外「其他的戰死者」也包含了沖繩島戰役開戰前的死者（對馬丸事件和1944年於放學途中搭乘的彈藥輸送列車爆炸事故中的死者），因為這一切都被判斷為「死因和戰爭有所關連」。她們的亡靈和同樣因被動員而失去生命的學徒兵，一起在靖國神社合祀。

## 犧牲者的詳細資料
2004年現在，於沖繩島戰役死亡的女教師、一高女學生的人數詳細內容為如下。另外，「其他」指的是沖繩島戰役開戰後在陸軍醫院動員之外死亡的人（協助其他的部隊中、參加學徒隊的途中、和家族一起避難中等等）。
| 理由                                  | 人数 | 累計 |
| ------------------------------------- | ---- | ---- |
| 沖繩陸軍醫院動員                      | 136  | 136  |
| 對馬丸事件                            | 1    | 137  |
| 在彈藥輸送列車中遭炸死                | 2    | 139  |
| 其他                                  | 80   | 219  |
| 對馬丸事件（在2003年7月的調査中查明） | 1    | 220  |
| 其他（在2003年7月的調査中查明）       | 6    | 226  |

## 關連項目
- 沖繩島戰役
- 沖繩島戰役中的集體自殺

## 外部連結
- 姬百合平和祈念資料館（页面存档备份，存于）
- 長編紀錄片「姬百合」 （页面存档备份，存于）